# Viiala (stacja kolejowa)
Viiala (fiń. Viialan rautatieasema) – stacja kolejowa w Viiala, w regionie Pirkanmaa, w Finlandii. Znajduje się na linii Riihimäki – Tampere. 
Obsługiwana jest wyłącznie przez pociągi podmiejskie na trasie Helsinki - Tampere. Tor 1 służy pociągom w kierunku helsinek, a tor 2 w kierunku Tampere.

## Linie kolejowe
- Riihimäki – Tampere